# تابیه دالیارد
تابیه دالیارد (انگلیسی: Tabea Dalliard؛ زادهٔ ۱۸ ژوئیهٔ ۱۹۹۴) بازیکن والیبال اهل سوئیس است.